# Кызыласкерский сельский округ (Северо-Казахстанская область)
Кызыласкерский сельский округ (каз. Қызыләскер ауылдық округі) — административная единица в составе Мамлютского района Северо-Казахстанской области Казахстана. Административный центр — село Кызыласкер. Аким сельского округа — Усманова Карлыгаш Исимбаевна.
Население — 867 человек (2009, 1248 в 1999, 1805 в 1989).
В сельском округе имеется школа, мини-центр для детей дошкольного возраста, библиотека, клуб, 3 медицинских пункта.
Село Новое было ликвидировано в 2010 году.

## Состав
В состав округа входят такие населенные пункты:
| Населенный пункт | Население, человек (1989) | Население, человек (1999) | Население, человек (2009) |
| ---------------- | ------------------------- | ------------------------- | ------------------------- |
| Кызыласкер, село | 810                       | 560                       | 481                       |
| Новое, село      | 295                       | 177                       | -                         |
| Раздольное, село | 376                       | 287                       | 226                       |
| Степное, село    | 324                       | 224                       | 160                       |